# Microloxia
Microloxia is een geslacht van vlinders van de familie spanners (Geometridae), uit de onderfamilie Geometrinae.

## Soorten
- M. atlagenes Prout, 1935
- M. ephedrae Prout, 1935
- M. herbaria (Hübner, 1813)
- M. leprosa Hampson, 1893
- M. menadiara Thierry-Mieg, 1893
- M. pasargades Brandt, 1938
- M. polemia Prout, 1920
- M. prouti Brandt, 1938
- M. ruficornis Warren, 1897
- M. saturata Bang-Haas, 1906
- M. schmitzi Hausmann, 1995
- M. simonyi (Rebel, 1894)
- M. stenopteraria Turati, 1930
- M. therapaena Prout, 1935
- M. virideciliata Bubacek, 1925